# مولد ضد الخلية اللمفاوية 75
مولد ضد الخلية اللمفاوية 75 (بالإنجليزية: Lymphocyte antigen 75)‏ (ومختصره LY75) وكذلك يسمى كتلة التمايز 205 (CD205) هو بروتين موجود عند الإنسان ومشفر بالمورثة LY75.